# Speedcubing

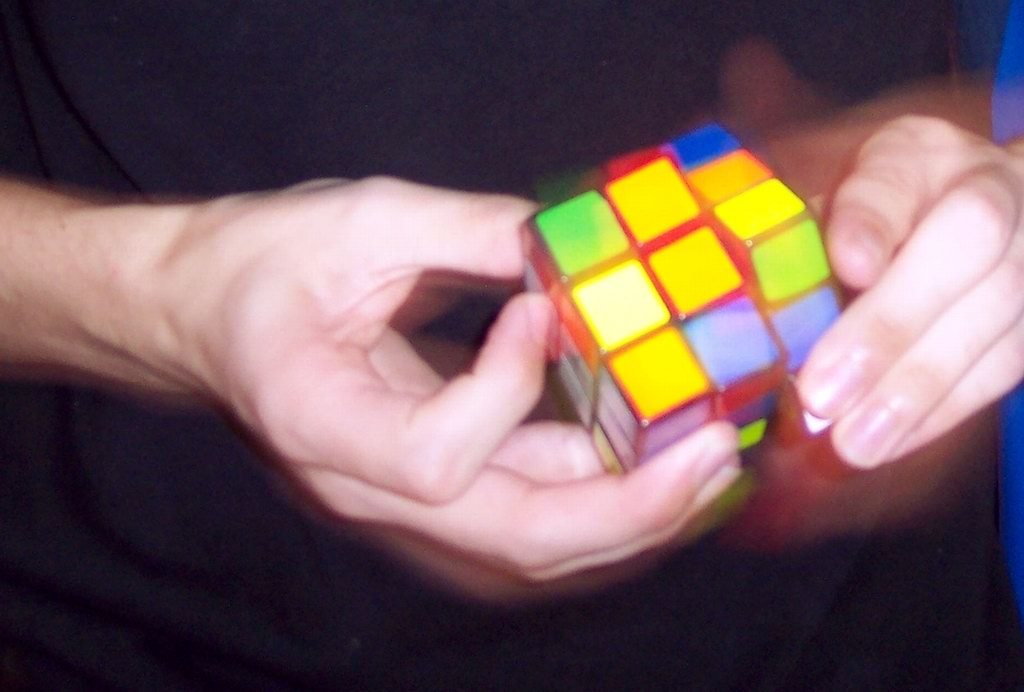
Solución rápida de un cubo de Rubik.

El speedcubing consiste en resolver un Cubo de Rubik u otro tipo de puzles en el menor tiempo posible. En este caso, la resolución se define como la realización de una serie de movimientos determinados que mueven determinadas piezas (conocidos como algoritmos) con diferentes colores en una misma cara en un estado donde cada una de las caras o capas del cubo es de un único color.
El speedcubing es una actividad popular entre la comunidad mundial del cubo de Rubik. Los miembros se reúnen para celebrar competiciones, desarrollar nuevos métodos de resolución de problemas y perfeccionar su técnica. Como parte de la comunidad, los creadores de puzles tratan de inventar nuevas formas de perfeccionarlos, haciéndolos más rápidos y flexibles.[cita requerida]
hay varias marcas especializadas en esto como moyu, qiyi y gan son consideradas las mejores marcas del mundo, que patrocinan a los mejores speedcubers del mundo.

## Categorías oficiales
La WCA (World Cube Association) es una asociación sin ánimo de lucro con sede en Estados Unidos que rige las competiciones oficiales en todo el mundo.Según su reglamento, la lista de categorías oficiales es la siguiente:
- Cubo 3×3×3
- Cubo 2×2×2
- Cubo 4×4×4
- Cubo 5×5×5
- Cubo 6×6×6
- Cubo 7×7×7
- Megaminx
- Pyraminx
- Skewb
- Square-1
- Clock
- Cubo 3×3×3 a una mano
- Cubo 3×3×3 a ciegas
- Cubo 4×4×4 a ciegas
- Cubo 5×5×5 a ciegas
- Multiblind (múltiples cubos 3×3×3 a ciegas)
- Cubo 3×3×3 en menos movimientos

## Métodos de resolución
El cubo de Rubik estándar se puede resolver utilizando numerosos métodos, no todos los cuales están destinados a speedcubing. Aunque algunos métodos emplean un sistema y algoritmos de capa por capa, otros métodos significativos (aunque menos ampliamente utilizados) incluyen la resolución de las esquinas primero seguidas por las aristas o la construcción de bloques y el uso de algoritmos y conmutadores para resolver piezas específicas.
Métodos propuestos para speedcubing:
- CFOP/Fridrich
- zb
- roux
- principiantes (o singmaster)
- Zbll
- ZZ
- freefop
- mehta
- petrus
- corners first

De ellos, el más utilizado es CFOP (aunque muchos profesionales utilizan el cual consiste en resolver una cruz, luego las dos primeras capas, orientar las piezas de la última capa y luego resolver las piezas, su fácil transición del método de principiantes es la razon por la cual es tan popular, seguido por Roux, ZZ y Petrus.

## Récords mundiales
Los siguientes récords de speedcubing son los oficiales reconocidos por la World Cube Association.
| Evento                           | Tipo    | Resultado (min:s.cs) | Persona                 | Competición                                  | Detalles del resultado (min:s.cs)                    |
| -------------------------------- | ------- | -------------------- | ----------------------- | -------------------------------------------- | ---------------------------------------------------- |
| 2×2×2                            | Single  | 00:00.43             | Teodor Zajder           | Warsaw Cube Masters 2023                     |                                                      |
| 2×2×2                            | Average | 00:00.88             | Yiheng Wang             | Hangzhou Open 2024                           | 00:01.26 / 00:00.84 / 00:00.91 / 00:00.89 / 00:00.85 |
| 3×3×3                            | Single  | 00:03.08             | Xuanyi Geng (耿暄一)    | Shenyang Spring 2025                         |                                                      |
| 3×3×3                            | Average | 00:03.90             | Yiheng Wang (王艺衡)    | Taizhou Open 2025                            | 00:03.83 / 00:04.25 / 00:03.62 / 00:03.35 / 00:04.97 |
| 4×4×4                            | Single  | 00:15.71             | Max Park                | Colorado Mountain Tour - Evergreen 2024      |                                                      |
| 4×4×4                            | Average | 00:19.17             | Tymon Kolasiński        | Hvidovre NxN 2025                            | 00:22.21 / 00:19.55 / 00:18.95 / 00:17.84 / 00:19.01 |
| 5×5×5                            | Single  | 00:30.45             | Tymon Kolasiński        | Rubik's WCA Asian Championship 2024          |                                                      |
| 5×5×5                            | Average | 00:34.31             | Tymon Kolasiński        | WCA World Championship 2025                  | 00:36.46 / 00:36.67 / 00:31.67 / 00:33.11 / 00:33.36 |
| 6×6×6                            | Single  | 00:57.69             | Max Park                | Burbank Big Cubes 2025                       |                                                      |
| 6×6×6                            | mo3     | 01:05.66             | Max Park                | CubingUSA Western Championship 2024          | 01:09.34 / 01:09.61 / 00:58.03                       |
| 7×7×7                            | Single  | 01:34.15             | Max Park                | Rubik's WCA North American Championship 2024 |                                                      |
| 7×7×7                            | mo3     | 01:39.68             | Max Park                | Nub Open Yucaipa 2024                        | 01:36.19 / 01:38.19 / 01:44.65                       |
| Megaminx                         | Single  | 00:22.89             | Aidan Grainger          | Weston-super-Mare Spring 2025                |                                                      |
| Megaminx                         | Average | 00:25.36             | Timofei Tarasenko       | Central Asian Tour Astana 2025               | 00:24.61 / 00:23.39 / 00:30.66 / 00:24.49 / 00:26.98 |
| Pyraminx                         | Single  | 00:00.73             | Simon Kellum            | Middleton Meetup Thursday 2023               |                                                      |
| Pyraminx                         | Average | 00:01.15             | Sebastian Lee           | Maitland Spring 2024                         | 00:01.15 / 00:01.53 / 00:01.22 / 00:01.01 / 00:01.09 |
| Square-1                         | Single  | 00:03.41             | Ryan Pilat              | Wichita Family ArtVenture 2024               |                                                      |
| Square-1                         | Average | 00:04.63             | Sameer Aggarwal         | Cubing in Southern Oregon 2025               | 00:08.08 / 00:06.20 / 00:03.42 / 00:03.81 / 00:03.88 |
| Clock                            | Single  | 00:01.64             | Volodymyr Kapustianskyi | Moorhead Madness 2025                        |                                                      |
| Clock                            | Average | 00:02.28             | Lachlan Gibson          | Puzzling Papatoetoe 2025                     | 00:02.20 / 00:02.22 / 00:02.26 / 00:02.36 / 00:02.65 |
| Skewb                            | Single  | 00:00.75             | Carter Kucala           | Going Fast in Grandview 2024                 |                                                      |
| Skewb                            | Average | 00:01.37             | Ignacy Samselski        | CFL Justynów 2025                            | 00:01.22 / 00:01.43 / 00:01.16 / 00:01.46 / 00:02.93 |
| 3×3×3: Blindfolded (a ciegas)    | Single  | 00:12.00             | Tommy Cherry            | Triton Tricubealon 2024                      |                                                      |
| 3×3×3: Blindfolded (a ciegas)    | average | 00:14.05             | Tommy Cherry            | Rubik's WCA European Championship 2024       | 00:13.48 / 00:14.42 / 00:14.24                       |
| 4×4×4: Blindfolded (a ciegas)    | Single  | 00:51.96             | Stanley Chapel          | 4BLD in a Madison Hall 2023                  |                                                      |
| 4×4×4: Blindfolded (a ciegas)    | Average | 00:59.39             | Stanley Chapel          | New York Multimate PBQ II 2025               | 00:57.83 / 01:04.79 / 00:55.54                       |
| 5×5×5: Blindfolded (a ciegas)    | Single  | 02:02.28             | Stanley Chapel          | Great Lakes Championship 2025                |                                                      |
| 5×5×5: Blindfolded (a ciegas)    | Average | 02:27.63             | Stanley Chapel          | Michigan Cubing Club Epsilon 2019            | 02:32.48 / 02:28.80 / 02:21.62                       |
| 3×3×3: Multiple Blindfolded      | Single  | 63/66 en 59:50.00    | Rowe Hessler            | New York Multimate PBQ 2025                  |                                                      |
| 3×3×3: One-handed (con una mano) | Single  | 00:05.66             | Dhruva Sai Meruva       | Swiss Nationals 2024                         |                                                      |
| 3×3×3: One-handed (con una mano) | Average | 00:07.72             | Luke Garrett            | Chicagoland Newcomers 2025                   | 00:08.57 / 00:07.13 / 00:06.82 / 00:07.45 / 00:12.80 |
| 3×3×3: Fewest moves (FMC)        | Single  | 16                   | Sebastiano Tronto       | FMC 2019                                     |                                                      |
| 3×3×3: Fewest moves (FMC)        | Average | 19.67                | Radomił Baran           | 5BLD Masters Opole 2025                      | 22 / 20 / 17                                         |